# Edmund Conen
Edmund Conen (ur. 10 listopada 1914 w Ürzig, zm. 5 marca 1990 w Leverkusen) – niemiecki piłkarz występujący na pozycji napastnika, reprezentant III Rzeszy w latach 1934–1942, brązowy medalista Mistrzostw Świata 1934, trener piłkarski. 

## Kariera klubowa
Wychowanek klubu SV Ürzig 1921 z rodzinnego miasta Ürzig. W dalszej części kariery występował w FV 03 Saarbrücken, Stuttgarter Kickers, FC Mulhouse (Francja), HSV Groß Born, SV Hermsdorf, ponownie Stuttgarter Kickers oraz SC Young Fellows Juventus (Szwajcaria), który był jego ostatnim klubem.

## Kariera reprezentacyjna
W styczniu 1934 roku zadebiutował w reprezentacji III Rzeszy w wygranym 3:1 towarzyskim meczu z Węgrami. Uczestniczył w Mistrzostwach Świata 1934. Na turnieju tym wywalczył brązowy medal, będąc najmłodszym strzelcem bramki na tych mistrzostwach. Łącznie strzelił wówczas w 4 spotkaniach 4 bramki. Jako pierwszy w historii zawodnik uzyskał hat trick w jednej połowie meczu. Choroba, na którą zapadł w 1936 roku wyłączyła go z gry reprezentacji na ponad 3 lata. Ogółem w 28 meczach w drużynie narodowej zdobył 27 goli.

## Kariera trenerska
W 1950 roku objął posadę tymczasowego szkoleniowca Stuttgarter Kickers. W dalszej kolejności trenował SC Young Fellows Juventus (jako grający trener), Eintracht Brunszwik, Wuppertaler SV, Bayer 04 Leverkusen, SV Schlebusch oraz BV Opladen.

## Sukcesy
III Rzesza
- brązowy medal mistrzostw świata: 1934